# Верия (вестник)
Вижте пояснителната страница за други значения на Верия.
„Верия“ (на гръцки: Η Βέροια, в превод Бер) е гръцки вестник, издаван в град Бер (Верия).
Вестникът започва да излиза на 2 август 1925 година и е трети в града, като издатели са му Стефанос Вафидис и Николаос Зографос, отделили се от Анастасиос Леонардос и неговия вестник „Кроталос“. Собственик на вестника е Вафидис, който отговаря и за типографията. Политически вестникът подкрепя монархическата Народна партия и основен негов противник е венизелисткият „Астир Верияс“.